# De Drie Lelies
De molen De Drie Lelies is een korenmolen in de Nederlandse plaats Maasland (gemeente Midden-Delfland). De molen ligt aan de Molenweg net buiten het dorp, achter de Dijkmolen. De molen is in 1767 gebouwd ter vervanging van een eerdere standerdmolen op dezelfde plaats. Tot in de jaren 60 van de 20e eeuw was de molen in bedrijf voor het malen van veevoeder. In 1974/1975 is de molen gerestaureerd, waarna De Drie Lelies tot 1985 in bedrijf was. Daarna volgde een lange periode van stilstand. Op 27 oktober 2002 liep de molen tijdens een hevige storm uit de rem en begon hij te draaien, wat kans op grote schade of brand geeft. De molenaar van de Dijkmolen kon erger voorkomen. In 2006 werd begonnen aan een grondige restauratie, die in juni 2007 is voltooid. De molen draait nu regelmatig, niet op vaste dagen.
In de molen is te zien dat er vroeger vier maalkoppels aanwezig zijn geweest. Tegenwoordig is daar nog slechts de maalstoel van over.
Boven de deur is een gevelsteen aangebracht waarop te lezen is:
Den Eerste Steen
Geleyt Op Den 4Mey
Door Teuntje Vander Lely
A.V.D. Lely
Anno 1767
Teuntje van der Lely was de dochter van de eerste molenaar. Helaas is zij door de wieken van dezelfde molen korte tijd later doodgeslagen. Het raam boven de ingang is slechts schijn: de bakstenen in de boog zijn beschilderd om het geheel als raam te doen uitzien.

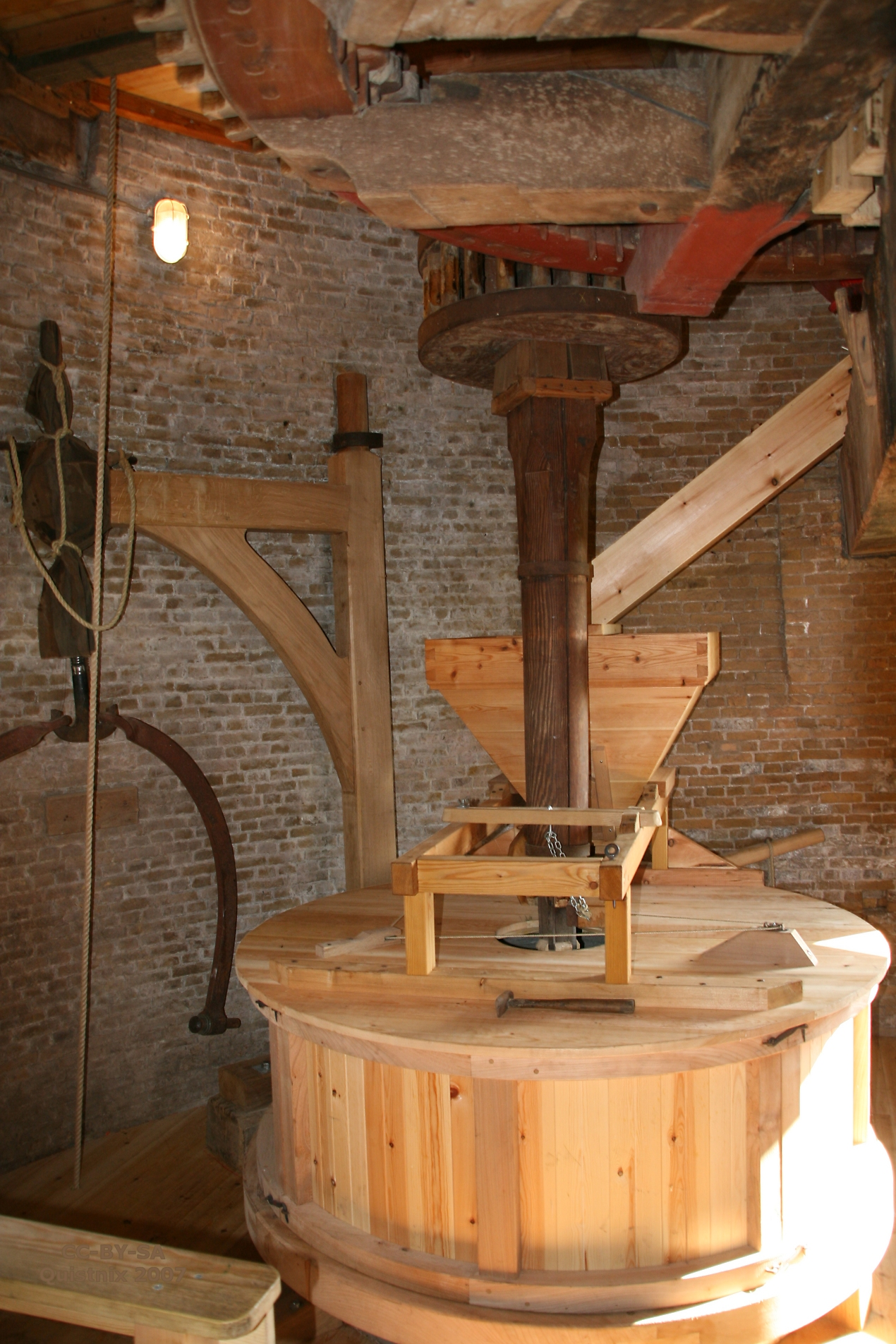
Maalkoppel
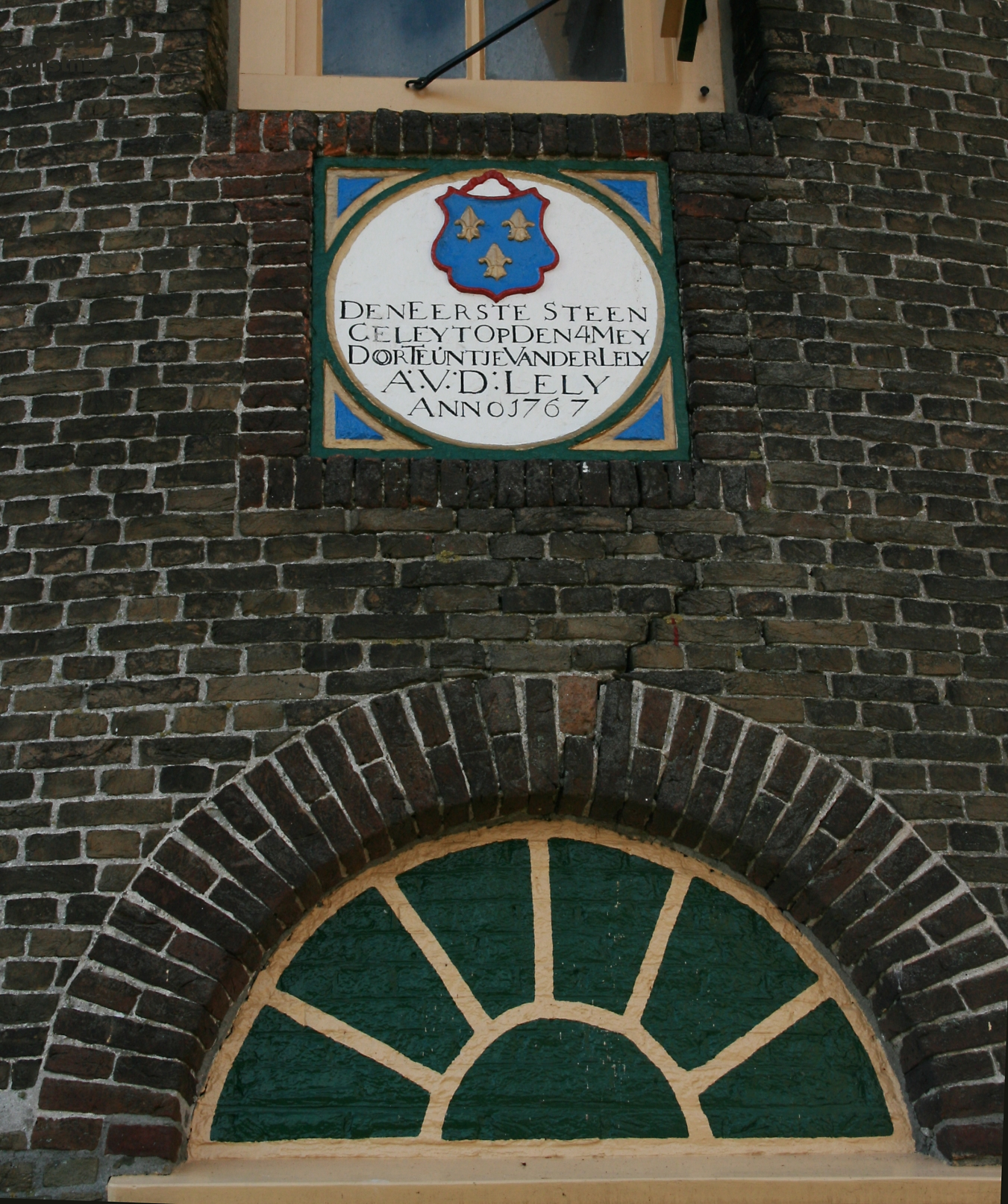
Gevelsteen en schijnraam
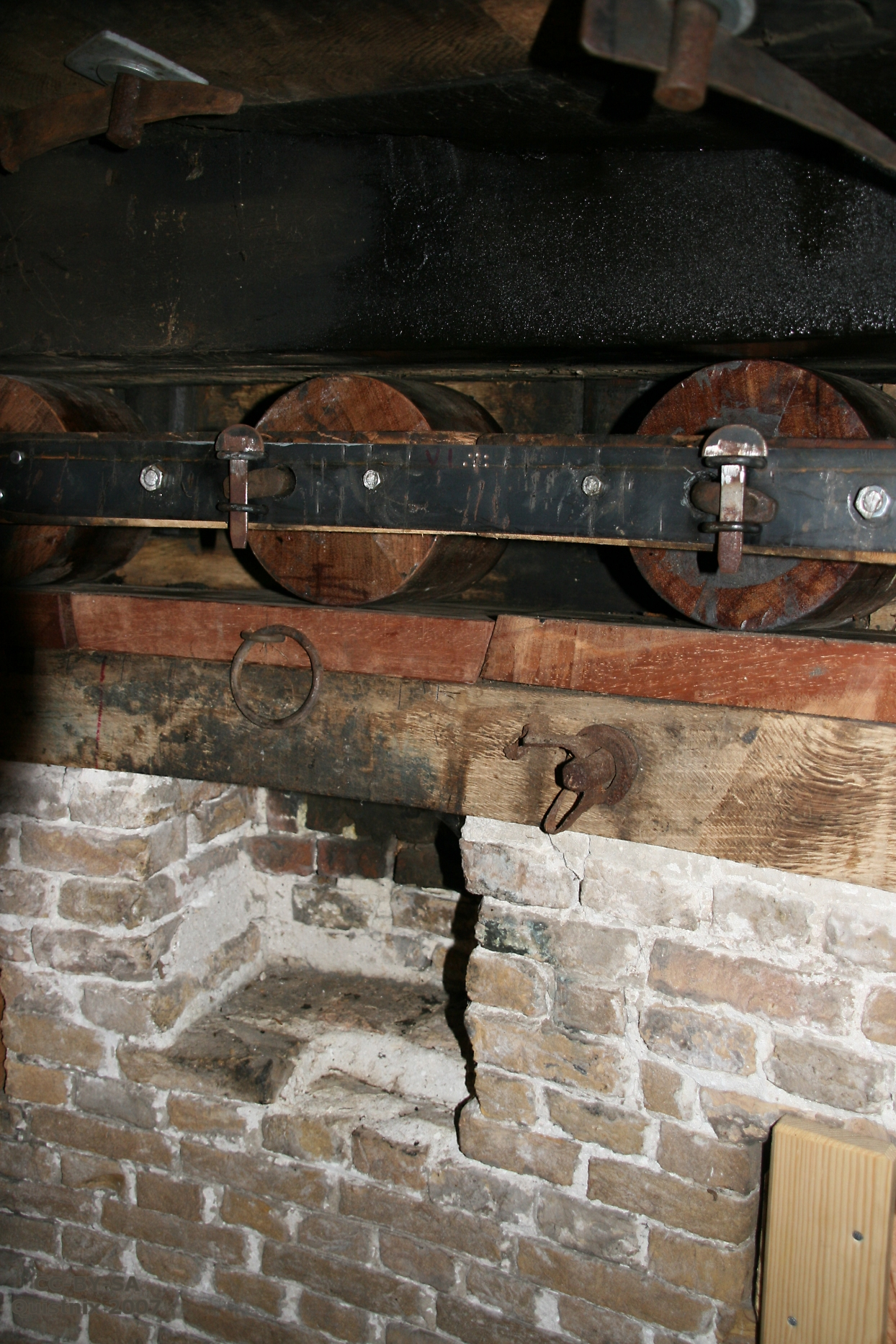
Detail lagers: constructie om rollen uit het lager te vervangen
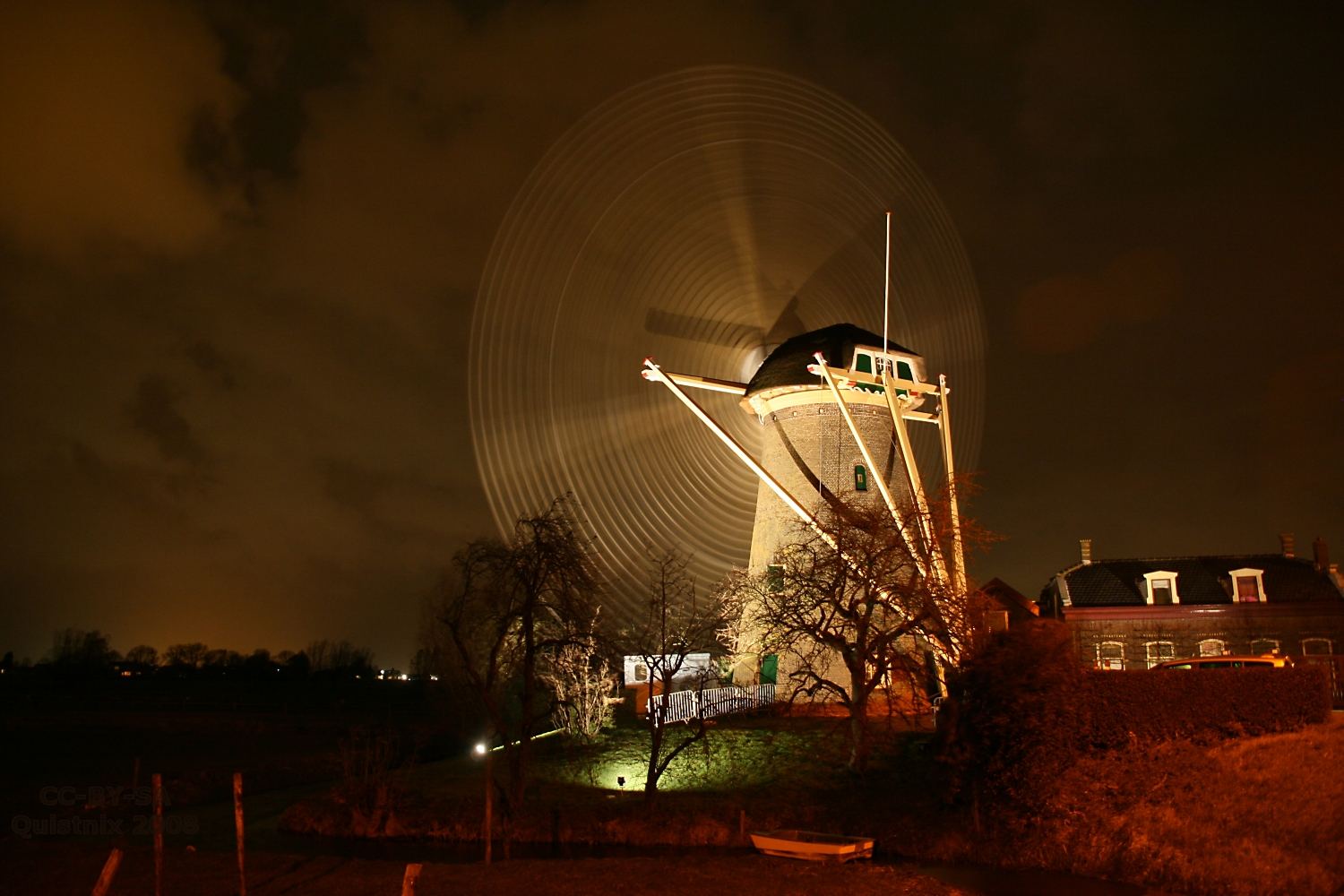
De molen 's nachts